# Robert di Gloucester
Roberto di Caen, chiamato anche Roberto FitzRoy (FitzRoy, lett. "figlio del re"; in inglese Robert, 1st Earl of Gloucester, alias Robert Rufus, Robert de Caen, Robert Consul, Robert FitzRoy) (Caen, 1090 circa – Bristol, 31 ottobre 1147), è stato un militare normanno primo conte di Gloucester, dal 1122 circa alla sua morte.
Figlio primogenito, ma illegittimo, del re d'Inghilterra e duca di Normandia, Enrico I, fu una figura di spicco, sia in Inghilterra che in Normandia, durante il regno di suo cugino, Stefano di Blois. Dal 1138 sino alla sua morte fu il comandante sul campo delle truppe della sua sorellastra, l'Imperatrice Matilde, durante l'“Anarchia (o guerra civile) inglese”, contro l'esercito reale di Stefano. Roberto avrebbe avuto tutte le qualità per succedere a suo padre, ma gliene mancava una, la più importante, la legittimità.

## Origine
Secondo il monaco e cronista inglese, Orderico Vitale, era figlio illegittimo del re d'Inghilterra e duca di Normandia, Enrico I Beauclerc; il monaco e cronista normanno Guglielmo di Jumièges, oltre che confermare che era figlio di Enrico I, precisa che era il primogenito.
Enrico I Beauclerc, sia secondo Guglielmo di Jumièges, autore della sua Historiæ Normannorum Scriptores Antiqui, che il cronista e monaco benedettino dell'abbazia di Malmesbury, nel Wiltshire (Wessex), Guglielmo di Malmesbury, Orderico Vitale, e il cronista e monaco benedettino inglese, Matteo di Parigi, era il figlio maschio quartogenito del duca di Normandia e re d'Inghilterra, Guglielmo il Conquistatore e di Matilde delle Fiandre (1032 - 1083).
La madre era presumibilmente una donna di Caen, in quanto Roberto era nato a Caen, ed in seguito, o si sposò o ebbe un secondo amante perché nel documento n° CCXI del Regesta Regem Anglo-Normannorum, Vol. II, Appendix, inerente ad uno scambio di proprietà, Enrico I cita il figlio, Roberto, conte di Gloucester e Nigel, figlio di Guglielmo e nipote di Roberto, per cui il citato Guglielmo doveva essere un fratello uterino oppure il marito di una sorella uterina di Roberto.

## Biografia
Roberto nacque tra la fine degli anni ottanta ed il 1090; della madre non si conoscono con certezza né il nome, né gli ascendenti: alcune fonti citano una donna di Caen, in quanto, essendo Roberto nato a Caen, doveva trattarsi di una donna del luogo, forse figlia di un ricco borghese di Caen; altri citano Sibilla Corbet d'Alcester, che però Guglielmo di Jumièges, divenne amante di Enrico I dopo la nascita di Roberto; altri ancora citano una signora o signorina della famiglia Gay o Gayt o Gait della piccola nobiltà dell'Oxfordshire; infine secondo l'Archaeologia Cambrensis, The Journal of the Cambrian Archaeological Association, Vol. X (non consultato) era figlio di Nest del Galles del Sud, molto difficile se non impossibile per una questione anagrafica. Tra il 1027 ed il 1028 nel documento n° CCXI del Regesta Regem Anglo-Normannorum, Vol. II, Appendix, redatto da Enrico I e inerente a uno scambio di proprietà, Roberto, conte di Gloucester venne citato assieme a Nigel, figlio di Guglielmo, che doveva essere suo fratello uterino o il marito di una sua sorella uterina.
Roberto comunque fu riconosciuto come figlio da Enrico I, e gli fu impartita una buona educazione, molto probabilmente in un istituto religioso.

### Sotto il regno di suo padre Enrico I (1100-1135)
Appena il padre divenne re d'Inghilterra, Roberto fu condotto a corte, dove continuò gli studi che gli permisero di saper scrivere in latino e di avere una buona conoscenza della storia e della filosofia. Conobbe personalmente gli storici Goffredo di Monmouth e Guglielmo di Malmesbury, che gli dedicarono diverse opere.
Nel 1119, Roberto, assieme al padre e al fratellastro, Riccardo, partecipò alla battaglia di Brémule (una piana vicina alla piazzaforte di Les Andelys), nei pressi di Gaillardbois-Cressenville, che si concluse con la disfatta di Luigi VI, dove Luigi VI di Francia fu sconfitto e umiliato, dimostrandosi uno dei capitani più capaci di Enrico I. Luigi VI il Grosso nella battaglia di Brémule abbandonò il suo cavallo e le sue insegne al nemico e dovette riparare nella pazzaforte di Les Andelys, dopo aver girovagato nella foresta di Musegros.
Nel 1120, morì il fratellastro, Guglielmo Adelin, l'unico figlio maschio legittimo ed unico erede al trono di Enrico I, mentre attraversava la Manica, assieme al padre, a Roberto e alla corte, per fare ritorno in Inghilterra, dopo la pace siglata con Luigi VI. Guglielmo Adelin perì, il 25 novembre 1120, al largo della costa normanna del Cotentin, nel naufragio notturno, a causa dell'urto contro uno scoglio affiorante della Nave Bianca, come racconta Guglielmo di Malmesbury. Sull'imbarcazione vi erano circa trecento persone, tra le quali un centinaio di nobili importanti. Tra le vittime, oltre a Guglielmo c'erano anche due figli illegittimi di Enrico, Riccardo e Matilda, oltre ad una nipote, figlia di sua sorella Adele, Lucia-Mahaut di Blois.
Enrico I, nel 1122, creò per lui la contea di Gloucester, che oltre al Gloucester comprende il Glamorgan, con il castello di Cardiff, in Galles. Grazie a questi territori, sommati alle proprietà (tra cui Évrecy) che deteneva in Normandia, Roberto divenne uno dei conti più potenti del regno. Nello stesso periodo anche Stefano di Blois riceveva onori dallo zio Enrico I.

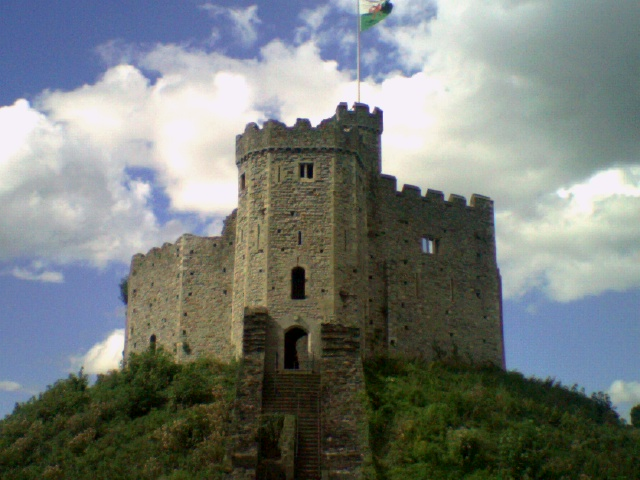
Il castello di Cardiff

Nel settembre del 1123, nel Cotentin, in Normandia, Roberto schiacciò la ribellione di Amaury III di Montfort, conte d'Évreux e Waleran de Beaumont, I conte di Worchester, conte di Meulan. Nel 1126, Roberto ricevette dal padre l'incarico di custodire in prigione, nel castello di Cardiff, suo zio Roberto il Corto, lo spodestato duca di Normandia e Orderico Vitale sostiene che la sua prigionia consisteva nel non poter uscire dal luogo di detenzione, ma per il resto poteva considerarsi dorata (supplied with luxuries of every kind)
Nel 1125, la sorellastra, Matilde, figlia legittima di Enrico I, era rimasta vedova dell'imperatore germanico Enrico V. Enrico I, ancora senza eredi maschi, chiese alla figlia di rientrare in Inghilterra, la nominò sua erede e nel 1127 convocò un grande concilio con tutti i nobili laici ed ecclesiastici più importanti, tra cui suo cognato, Davide I di Scozia, suo nipote, Stefano di Blois (Matteo di Parigi afferma che Stefano fu il primo a giurare) e il suo primogenito Roberto di Gloucester. In occasione di questo concilio, Enrico I prese la decisione senza precedenti di far giurare ai suoi baroni che avrebbero accettato come regina la sua unica figlia legittima e quindi legittima erede. La maggior parte accondiscese ma non gradì la soluzione e avrebbe gradito ancor meno se avesse saputo che Enrico trattava il matrimonio della figlia col figlio del nemico storico dei Normanni, il conte d'Angiò.
Nel giugno del 1128, a Le Mans fu celebrato il matrimonio tra Matilde e il figlio del conte Folco V, Goffredo il Bello o Plantageneto, di dieci anni più giovane. Tale matrimonio fece sì che la maggior parte dei baroni non riconoscesse il proprio giuramento dell'anno prima. Enrico allora lo fece ripetere nel 1131; il cronista, priore dell'abbazia di Bec e sedicesimo abate di Mont-Saint-Michel, Robert di Torigny, scrive che nell'estate del 1131, Enrico condusse con sé la propria figlia, Matilde, in Inghilterra e radunati tutti i maggiorenti del regno (e del ducato di Normandia) fu deliberato che avrebbero accettato come erede sua figlia e suo marito, il nuovo conte d'Angiò, Goffredo V il Bello.
All'inizio del 1130, Roberto, per ordine di Enrico I, dovette recarsi in Normandia per combattere il genero di Enrico, Goffredo il Bello o Plantageneto, divenuto nel frattempo conte d'Angiò, che stava reclamando per alcuni feudi in Normandia.
Nel dicembre 1135 Enrico I morì improvvisamente a Saint-Denis-le-Fermont, secondo il The Historical Works of Gervase of Canterbury, Vol. I, per avvelenamento da cibo per via di una lampreda avariata. ; Enrico I morì il 2 dicembre, sia secondo il Florentii Wigornensis Monachi Chronicon, che gli Obituaires de Sens Tome I, mentre secondo la Chronicæ sancti Albini Andegavensis morì il 1º dicembre. Roberto, che era presente, si occupò di organizzare il funerale.

### Relazioni col nuovo re, Stefano di Blois
Di fronte alla levata di scudi dei baroni contro la sorellastra Matilde, Roberto si dichiarò pronto a sostenere l'elezione di Tebaldo conte di Blois e conte di Champagne. Ma mentre a Londra si discuteva, il fratello minore di Tebaldo, Stefano, si imbarcò immediatamente per l'Inghilterra per imporre la propria candidatura. Arrivato a Londra, Stefano fu accolto entusiasticamente e fu invitato a recarsi a Winchester, dove suo fratello minore, Enrico (1100-1171), vescovo di Winchester dal 1129, riuscì a convincere i baroni ad appoggiarlo, come ci narra Guglielmo di Malmesbury. A questo punto la maggior parte dei notabili, anche coloro che avevano proposto Tebaldo, furono a favore di Stefano, che il giorno di Natale del 1135, fu incoronato nell'abbazia di Westminster. Roberto, dopo l'incoronazione, tornò in Normandia, dove trovò Tebaldo, che ne stava prendendo possesso e gli comunicò che suo fratello, Stefano era già stato incoronato. Tebaldo allora accettò la nomina del fratello, mentre Roberto, che al momento non si pronunciò, si recò a Falaise, dove aveva portato una parte del tesoro di suo padre, Enrico I; nel corso del 1136, Roberto ebbe un incontro con Stefano e lo riconobbe come re.
Matilde, che al momento della morte del padre era in Normandia, si oppose alla incoronazione di Stefano ma non poté recarsi subito in Inghilterra, perché incinta del terzo figlio; tentò di fare ricorso al papa Innocenzo II per la violazione del giuramento, inviando un suo vescovo a Roma; ma dopo circa due anni il papa, influenzato da Enrico, arcivescovo ormai potente, ritenne il giuramento nullo perché viziato dalla clausola del matrimonio con il conte d'Angiò, celebrato senza il consenso della nobiltà inglese. Si aprì dunque in Inghilterra un periodo di guerre e contese, conosciuto come l'“Anarchia (o guerra civile) inglese”.

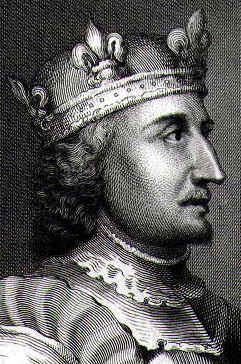
Stefano d'Inghilterra

Nel marzo del 1137, Stefano finalmente poté occuparsi della Normandia, arrivando in Normandia, secondo il Florentii Wigornensis Monachi Chronicon, prima di Pasqua; Stefano voleva contrastare Goffredo conte d'Angiò, marito di Matilde, ma commise l'errore di affidare il comando del suo esercito anglo-normanno al suo amico fiammingo, Guglielmo d'Ypres, scontentando tutti i baroni normanni che cominciarono ad abbandonarlo e soprattutto suo cugino, Roberto di Gloucester, che abbandonò l'impresa. Stefano lasciò la Normandia, dopo nove mesi (in dicembre), durante l'Avvento, senza essersene assicurato il completo controllo (aveva assediato Lillebonne, che era stata espugnata) e lasciò Roberto di Gloucester si riavvicinò poi alla sorellastra Matilde e denunciò Stefano come usurpatore, alleandosi militarmente a Goffredo, e cominciò a combattere Stefano in Normandia Guglielmo di Malmesbury narra che Roberto cominciò ad appoggiare la sorellastra nel corso del 1138, mentre Robert de Torigni sostiene che raccolse intorno a sé altri sostenitori di Matilde, dopo essersi rappacificato nella Pasqua di quello stesso anno con Goffredo, che a ottobre mise sotto assedio Falaise.

### Anarchia (o guerra civile) inglese
Nella primavera del 1139, Stefano controllava ancora il tesoro, aveva l'appoggio di buona parte dei baroni inglesi e normanni e, soprattutto aveva l'appoggio del clero, per la forte influenza esercitata dal fratello, il vescovo Enrico, ora anche legato papale; infine Matilde non aveva ancora attraversato la Manica. Ma quando Stefano, all'inizio dell'estate, fece imprigionare il vescovo Roger di Salisbury, perché non aveva riconsegnato al re il suo castello, perse l'appoggio della chiesa; la situazione di Stefano peggiorò quando alla morte di Ruggero, in quello stesso anno, si appropriò di tutti i beni del vescovo e fu condannato proprio da suo fratello, legato papale.
Fu proprio allora che Roberto di Gloucester sbarcò in Inghilterra con Matilde, come ci viene confermato da tutti i cronisti e 140 cavalieri, dando il segnale per una sollevazione di alcuni baroni scontenti della debolezza di Stefano e l'appoggio del re di Scozia Davide I; Guglielmo di Malmesbury sostiene che dopo l'arrivo di Matilde e Roberto, accompagnati da alcuni nobili, in Inghilterra iniziò la rivolta contro Stefano, mentre, come quasi tutti i cronisti, Gervasio di Canterbury sostiene che Matlde sbarcò nei pressi di Arundel, dove ottenne ospitalità dalla matrigna, l'ex regina, Adeliza di Lovanio, e che la guerra civile iniziò dopo che si erano trasferiti a Gloucester.
L'esercito di Roberto e Matilde ottenne inizialmente parziali successi (Roberto conquistò Notthingam e la diede alle fiamme), soprattutto nell'Inghilterra occidentale dove i baroni spesso cambiarono bandiera per ottenere maggiori benefici, intanto Goffredo in Normandia continuava nella conquista del ducato, e, nell'ottobre del 1140, catturò e distrusse il castello di Fontenay-le-Marmion, nel Calvados.
Secondo Guglielmo di Malmesbury, verso la fine del 1140, vi fu un tentativo infruttuoso, del legato papale, Enrico di Blois, di giungere alla pace.
Dopo 16 mesi di guerra, la situazione non era mutata molto.
All'inizio del 1141, dopo che il conte si era ribellato all'autorità reale, Stefano era dovuto accorrere a Lincoln, mettendo sotto assedio il castello. Roberto, venuto a conoscenza della situazione, si precipitò a Lincoln per procurarsi alleati nella parte orientale dell'isola e, alle porte dalla città, avvenne lo scontro: il 2 febbraio, nel corso della battaglia, l'esercito di Stefano fu sconfitto e il re stesso, circondato dagli uomini di Roberto, venne catturato, mentre Guglielmo d'Ypres, che era con Stefano, riuscì a fuggire; Stefano fu immediatamente condotto dalla cugina Matilde, nella contea di Gloucester e poi, il 9 febbraio, fu condotto al castello di Bristol, dove fu tenuto prigioniero nella torre del castello, dove, secondo Guglielmo di Malmesbury, fu detenuto, dapprima, con un trattamento da re e poi sempre peggio e secondo alcune voci, di notte era messo ai ceppi e dove gli fu prospettato che se avesse riconosciuto la cugina come regina sarebbe stato libero di andare in esilio nei propri possedimenti francesi; anche Orderico Vitale ricorda che re Srefano era detenuto, con durezza (Stephanus rex Anglorum in carcere gemens detinetur).
Matilde allora si avviò verso Winchester, per assicurassi il tesoro e la corona reale e dove il vescovo Enrico, fratello del re deposto, secondo Guglielmo di Malmesbury, le andò incontro e la riconobbe come "Lady of the English" (o "Signora degli Inglesi"), in cambio della completa libertà negli affari di religione. Winchester si arrese e Matilde fu riconosciuta regina di Inghilterra da un concilio tenutosi nella cattedrale della stessa città. A Winchester, Matilde fu raggiunta dall'arcivescovo di Canterbury, Teobaldo di Bec e ricevette l'omaggio di Oxford.
Ormai tutta l'Inghilterra la riconosce regina, ad eccezione del sud-est, dove la regina, Matilde di Boulogne, e Guglielmo d'Ypres (da quell'anno considerato conte di Kent, terza creazione), avevano raccolto le truppe fedeli a re Stefano.
Finalmente Matilde poté entrare a Londra per l'incoronazione nell'abbazia di Westminster; ma prima dell'incoronazione sembra che Matilde, dopo aver rifiutato di concedere la libertà a Stefano, respingesse le richieste di una delegazione del Comune di Londra per la conferma dei privilegi della città e il ripristino delle leggi del re Edoardo il Confessore, trattando in modo sprezzante i suoi rappresentanti. Il popolo di Londra di fronte alla nuova tassazione entrò in subbuglio e fece scoppiare una furiosa rivolta e Matilde, assieme a Roberto di Caen, Enrico di Blois e Davide I di Scozia dovette fuggire da Londra, fuggì a Gloucester passando da Oxford.

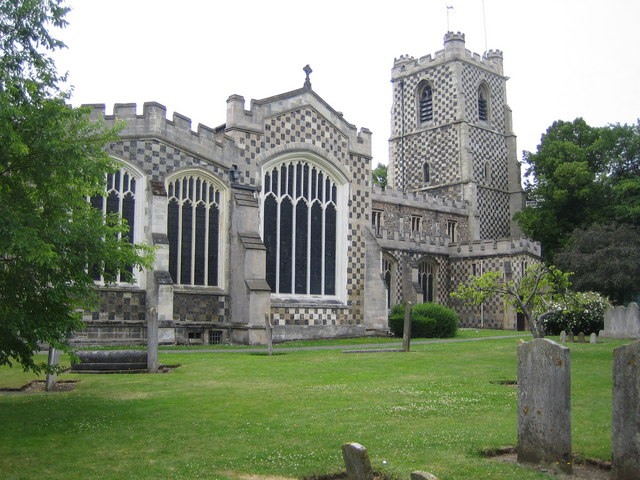
Chiesa di Santa Maria a Luton, fondata nel 1121 da Roberto di Gloucester

Non molto tempo dopo i rapporti tra Matilde ed Enrico di Blois si guastarono e quest'ultimo riconobbe come re suo fratello ritirando l'appoggio dato a Matilde che, in agosto, attaccò Winchester, assediandola; Enrico di Blois diede fuoco alla città. Matilde allora lasciò la città accompagnata dal fratellastro, Reginaldo, mentre l'esercito della regina Matilde di Boulogne ed i fiamminghi di Guglielmo d'Ypres arrivavano in soccorso della città e poco dopo, nel mese di settembre, in uno scontro avvenuto a Stockbridge (Hampshire), Roberto di Gloucester fu preso prigioniero dai fiamminghi di Guglielmo d'Ypres e tenuto prigioniero per due mesi nel castello di Rochester. Questo avvenimento capovolse le sorti della guerra: da parte della regina, Matilde di Boulogne, vi fu una proposta di pace che l'imperatrice Matilde rifiutò, ma, per riavere in libertà il comandante delle sue truppe, accettò di liberare Stefano (liberato il 1º novembre) in cambio della liberazione del fratellastro, Roberto di Caen, conte di Gloucester. Stefano tornò a Londra e il giorno di Natale 1141, fu nuovamente incoronato re nella cattedrale di Canterbury; secondo il  Gesta Stephani regis Anglorum et ducis Normannorum ci fu una cerimonia di ringraziamento per la liberazione del re.
Nel corso di quell'anno intanto procedeva la conquista della Normandia da parte del marito di Matilde, Goffredo che conquistò il castello di Montfort e Falaise.

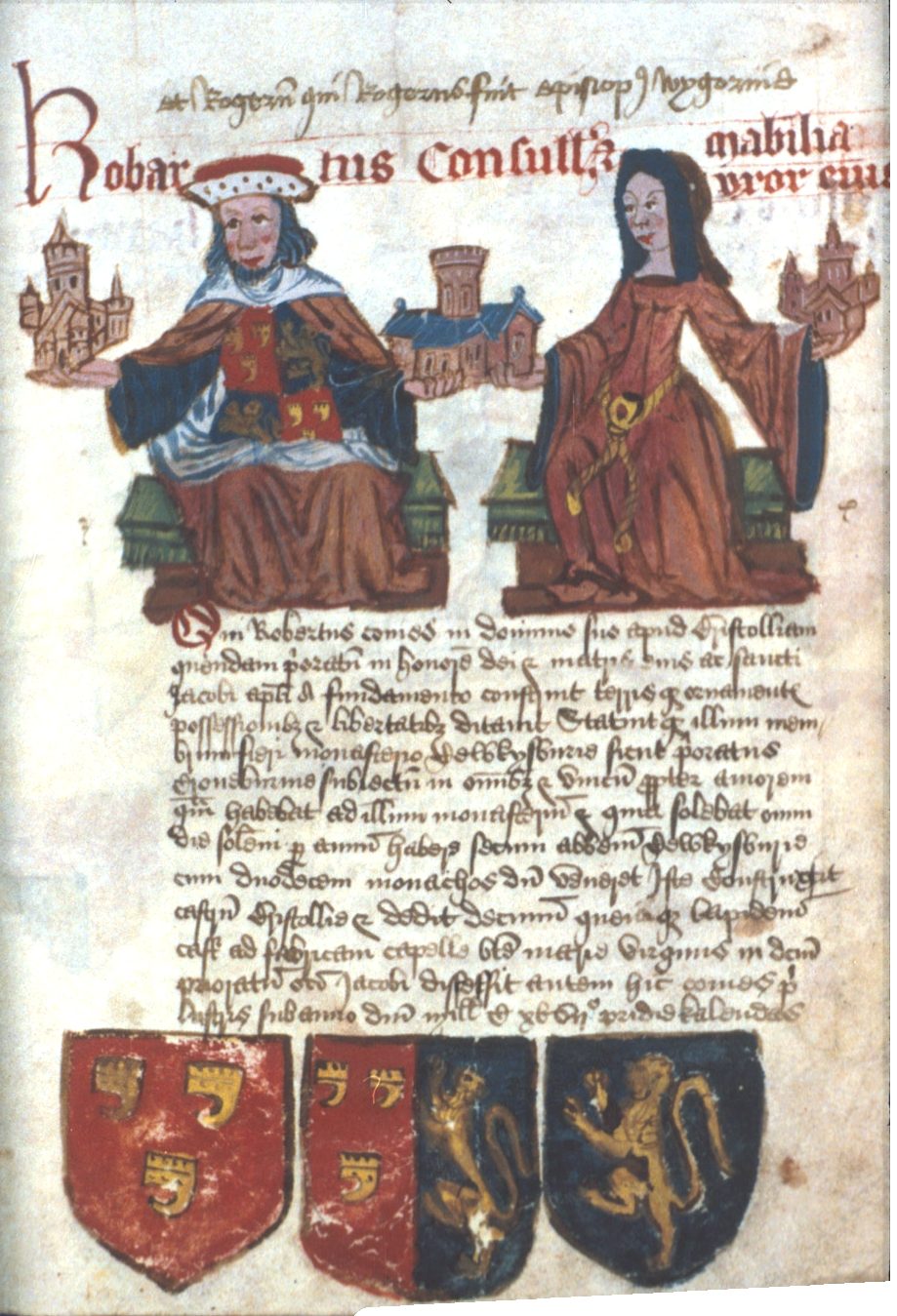
Robartus Consull et Mabilia uxor eius ("Roberto con la moglie, Mabel"). Raffigurati con le chiese e le abbazie che essi fondarono o ne furono benefattori, tra cui Tewkesbury Abbey. Tewkesbury Abbey Founders Book (c.1500-1525), Bodleian Library, Oxford

Nel 1142 Roberto resistette nell'avamposto di Oxford, dove, con Matilde, aveva posto la sua residenza, e, in estate, era andato in Normandia per trovare alleati pronti a combattere in Inghilterra. Durante l'assenza di Roberto, re Stefano aveva attaccato Oxford ed era riuscito ad entrare in città e, durante l'Avvento, aveva messo sotto assedio il castello di Oxford, da dove, si dice che l'imperatrice Matilda riuscì a calarsi dai bastioni con una fune e scappare, durante una tormenta di neve, grazie ad un mantello bianco: Gervase di Canterbury racconta che il freddo era intenso ed il Tamigi era ghiacciato e l'imperatrice, fatta passare da una porta posteriore accompagnata da cinque militi, riuscì a fuggire a piedi camminando per cinque miglia, Robert di Torigny ricorda che era vestita di bianco, per cui era mimetizzata agli occhi degli assedianti, di notte riuscì a scappare sul Tamigi ghiacciato, come Matteo di Parigi, che aggiunge che il castello di Oxford tornò a Stefano, infine Guglielmo di Malmesbury, dopo aver ricordato che Stefano aveva incendiato la città, racconta che Matilde uscì da una porticina secondaria, accompagnata da quattro soldati, attraversò il Tamigi e a piedi raggiunse Abingdon e da lì proseguì a dorso di cavallo sino a Wallingford.
Nel 1143, Roberto, tornò dalla Normandia, sbarcando vicino a Southampton, con 360 cavalieri (Guglielmo di Malmesbury scrive che erano più di trecento, ma meno di quattrocento e attraversarono la Manica con 52 navi), che non poterono cambiare le sorti della guerra, e con il figlio di Matilde, Enrico, di dieci anni, che fu condotto a Bristol, per essere educato.
Nel corso di quell'anno, in Normandia, Goffredo il Bello aveva continuato a combattere per la conquista della Normandia e verso la fine di quell'anno, o, nel gennaio del 1144, era riuscito a conquistare la città di Rouen, dove era stato acclamato duca di Normandia (lo storico francese, Louis Alphen, la conquista di Rouen la fa risalire al 23 aprile 1144). Stefano, all'inizio del 1144, aveva perso definitivamente la Normandia, conquistata dal marito di Matilde Goffredo Plantageneto, conte d'Angiò, ora riconosciuto anche duca di Normandia, dallo stesso Stefano.
La guerra civile, tra Stefano e Matilde, proseguì in Inghilterra senza risultati apprezzabili, per altri quattro anni: nel 1144, Roberto costruì un castello a Faringdon, ma Stefano attaccò e riuscì a sconfiggere i sostenitori di Matilde e conquistare Faringdon; nel 1145, re Stefano, dopo aver posto l'assedio a Wallingford, riuscì a catturare il conte di Chester, Ranulph de Gernon, col quale riuscì ad accordarsi, riottenendo così il castello di Lincoln inoltre, in quell'anno, Filippo, uno dei figli di Roberto, passò dalla parte di Stefano, consegnandogli i due strategici castelli di Cricklade e Cirencester, che aveva in custodia. Nel 1146, Goffredo il Bello, preoccupato per l'andamento della guerra civile in Inghilterra, organizzò una spedizione per poter fare tornare in Normandia il figlio primogenito, suo e dell'imperatrice, Enrico, dopo che da quattro anni era a Bristol e arrivato in Normandia, fu accolto e festeggiato nell'abbazia di Bec, il giorno dell'Ascensione; sempre in quell'anno, Roberto aprì un negoziato con Stefano. Dopo aver tentato un disperato attacco a Farnham, nel Surrey, nell'estate del 1147 Roberto si ritirò a Bristol, per riorganizzare le proprie forze. Ma colto da una malattia che gli aveva procurato una forte febbre, Roberto di Gloucester, il 31 ottobre del 1147, morì, come confermano anche le Gesta Stephani Regis II che scrivono che morì a Bristol e nella contea di Gloucester gli successe il figlio Guglielmo. Roberto fu tumulato nella chiesa di San Giacomo, da lui fatta costruire accanto alle mura del castello di Bristol.
Qualche mese dopo la sorellastra Matilde cedette i propri diritti al primogenito Enrico Plantageneto (il futuro Enrico II d'Inghilterra) e fece definitivamente ritorno in Normandia, perché senza Roberto non sarebbe stata in grado di guidare le sue truppe.

## Discendenza
Prima del 1112 Roberto aveva sposato Mabel Fitzhamon di Gloucester (1090 circa – Bristol, 29 settembre 1157), che secondo Guglielmo di Jumièges era la figlia primogenita ed erede di Robert Fitzhamon (? - † 1107), signore di Gloucester, e di Sibilla di Montgommery, che secondo Orderico Vitale, era figlia di Ruggero di Shrewsbury e di Mabel d'Alençon. Ancora secondo Guglielmo di Jumièges, Roberto da Mabel ebbe sei (cinque maschi e una femmina) figli:
- Guglielmo[2](1112 circa -1183), 2º conte di Gloucester, sposò Hawise (?-1197), figlia di Roberto di Beaumont, II conte di Leicester;
- Ruggero (? - Tours, 9 agosto 1179), vescovo di Worcester[102];
- Hamon (?-1159), secondo la Chronicle of Melrose era figlio di Roberto e mori all'assedio di Tolosa[9];
- Roberto[103] (?-prima del 1157), sposò Hawise (?-dopo il 1210), figlia di Baldovino di Redvers[9];
- Maud (?-1189), sposò Ranulph de Gernon[104];
- Filippo[105] (?-dopo il 1147), Castellano di Cricklade[105], prese parte alla Seconda Crociata[9].

Altri due figli, secondo alcuni sono ancora figli di Mabel, secondo altri invece sarebbero figli di amanti di cui non si conoscono né il nome né gli ascendenti:
- Riccardo (? - † 1175), citato nel Calvados, Vol. I, Ardennes, 15 a pag. 3, come figlio di Roberto[9];
- Mabel, citata nel Domesday Descendants come figlia di Roberto[9].

Il conte Roberto ebbe anche un altro figlio illegittimo da Isabella di Douvres, sorella di Riccardo di Dover, vescovo di Bayeux dal 1107 al 1134:
- Riccardo (? - † 1142), Orderico Vitale, oltre a confermare che era figlio di Roberto ci dice che fu vescovo di Bayeux[9], dal 1134 al 1142, che secondo il Complete Peerage[106] V, nota b, pag. 686, per essere consacrato vescovo, in quanto figlio illegittimo dovette avere una dispensa papale (non consultata)[9], e la cui prematura morte viene ricordata nel Gesta Stephani regis Anglorum et ducis Normannorum[107].

## Ascendenza
|                           |   |                        | Genitori                |  |  | Nonni |  |  | Bisnonni               |  |  | Trisnonni                |  |
|                           |   |                        |                         |  |  |       |  |  | Roberto I di Normandia |  |  | Riccardo II di Normandia |  |
|                           |   |                        |                         |  |  |       |  |  | Roberto I di Normandia |  |  | Riccardo II di Normandia |  |
|                           |   | Giuditta di Bretagna   |                         |  |  |       |  |  | Roberto I di Normandia |  |  |                          |  |
| Guglielmo I d'Inghilterra |   |                        |                         |  |  |       |  |  | Roberto I di Normandia |  |  |                          |  |
|                           |   | Herleva                | Fulbert di Falaise      |  |  |       |  |  |                        |  |  |                          |  |
|                           |   | Herleva                | Fulbert di Falaise      |  |  |       |  |  |                        |  |  |                          |  |
|                           |   | Herleva                | Duda                    |  |  |       |  |  |                        |  |  |                          |  |
| Enrico I d'Inghilterra    |   | Herleva                |                         |  |  |       |  |  |                        |  |  |                          |  |
|                           |   | Baldovino V di Fiandra | Baldovino IV di Fiandra |  |  |       |  |  |                        |  |  |                          |  |
|                           |   | Baldovino V di Fiandra | Baldovino IV di Fiandra |  |  |       |  |  |                        |  |  |                          |  |
|                           |   | Baldovino V di Fiandra | Ogiva di Lussemburgo    |  |  |       |  |  |                        |  |  |                          |  |
| Matilde delle Fiandre     |   | Baldovino V di Fiandra |                         |  |  |       |  |  |                        |  |  |                          |  |
|                           |   | Adele di Francia       | Roberto II di Francia   |  |  |       |  |  |                        |  |  |                          |  |
|                           |   | Adele di Francia       | Roberto II di Francia   |  |  |       |  |  |                        |  |  |                          |  |
|                           |   | Adele di Francia       | Costanza d'Arles        |  |  |       |  |  |                        |  |  |                          |  |
| Roberto di Gloucester     |   | Adele di Francia       |                         |  |  |       |  |  |                        |  |  |                          |  |
|                           | … | …                      |                         |  |  |       |  |  |                        |  |  |                          |  |
|                           | … | …                      |                         |  |  |       |  |  |                        |  |  |                          |  |
|                           | … | …                      |                         |  |  |       |  |  |                        |  |  |                          |  |
| …                         | … |                        |                         |  |  |       |  |  |                        |  |  |                          |  |
|                           |   | …                      | …                       |  |  |       |  |  |                        |  |  |                          |  |
|                           |   | …                      | …                       |  |  |       |  |  |                        |  |  |                          |  |
|                           |   | …                      | …                       |  |  |       |  |  |                        |  |  |                          |  |
| ?                         |   | …                      |                         |  |  |       |  |  |                        |  |  |                          |  |
|                           |   | …                      | …                       |  |  |       |  |  |                        |  |  |                          |  |
|                           |   | …                      | …                       |  |  |       |  |  |                        |  |  |                          |  |
|                           |   | …                      | …                       |  |  |       |  |  |                        |  |  |                          |  |
| …                         |   | …                      |                         |  |  |       |  |  |                        |  |  |                          |  |
|                           |   | …                      | …                       |  |  |       |  |  |                        |  |  |                          |  |
|                           |   | …                      | …                       |  |  |       |  |  |                        |  |  |                          |  |
|                           |   | …                      | …                       |  |  |       |  |  |                        |  |  |                          |  |
|                           |   | …                      |                         |  |  |       |  |  |                        |  |  |                          |  |

### Fonti primarie
- (LA)  Regesta Regum Anglo-Normannorum, Vol. II.
- (LA)  Ordericus Vitalis, Historia Ecclesiastica, vol. II.
- (LA)  Ordericus Vitalis, Historia Ecclesiastica, vol. unicum.
- (EN)  The ecclesiastical history of England and Normandy, vol. II.
- (LA)  Matthæi Parisiensis, monachi Sancti Albani, Chronica majora, vol I.
- (LA)  Matthæi Parisiensis, monachi Sancti Albani, Chronica majora, vol II.
- (LA)  Gesta Stephani Regis II.
- (LA)  Chronique de Robert de Torigni, abbé du Mont-Saint-Michel, vol I.
- (LA)  Chronique de Robert de Torigni, abbé du Mont-Saint-Michel, vol II.
- (LA)  The Historical Works of Gervase of Canterbury, Vol. I.
- (LA)  Florentii Wigorniensis monachi Chronicon, Tomus II.
- (LA)  Guglielmo di Malmesbury, Gesta Regum Anglorum.
- (EN)  Chronicle of the Kings of England: From the Earliest Period to the Reign, of king William's children.
- (LA)  Historiæ Normannorum Scriptores Antiqui.

### Letteratura storiografica
- Louis Alphen, "La Francia: Luigi VI e Luigi VII (1108-1180)", cap. XVII, vol. V (Il trionfo del papato e lo sviluppo comunale) della Storia del mondo medievale, 1999, pp. 705–739
- William John Corbett, "L'evoluzione del ducato di Normandia e la conquista normanna dell'inghilterra", cap. I, vol. VI (Declino dell'impero e del papato e sviluppo degli stati nazionali) della Storia del Mondo Medievale, 1999, pp. 5–55.
- William John Corbett, "Inghilterra, 1087-1154", cap. II, vol. VI (Declino dell'impero e del papato e sviluppo degli stati nazionali) della Storia del Mondo Medievale, 1999, pp. 56–98.